# Дрејк и Џош
Дрејк и Џош је амерички ситком направљен од стране Дена Шнајдера за Никелодион. Серија прати Дрејка Паркера (Дрејк Бел) и његовог полубрата Џоша Николаса (Џош Пек) који живе заједно упркос томе што имају супротне личности. Главну глумачку поставу серије такође чине Ненси Суливан, Џонатан Голдстин и Миранда Косгров.
Након што су се глумци Бел и Пек претходно појавили у серији Аманда шоу, Шнајдер је одлучио да са њима креира Дрејк и Џош у којем би тумачили главне улоге. Серија је трајала од 11. јануара 2004. до 16. септембра 2007. године, са укупно 56 епизода у 4 сезоне. На основу серије је снимљено и два филма: Дрејк и Џош иду у Холивуд (2006) и Срећан Божић, Дрејк и Џош (2008).
Уводна шпица серије „I Found a Way”, коју изводи Дрејк Бел, је написана од стране Дрејка Бела и Мајкла Коркорана.

## Радња
Дрејк Паркер и Џош Николас живе у Сан Дијегу, у Калифорнији, са Џошовим старомодним оцем Валтером; Дрејковом брижном мајком Одри; и њиховом интелигентном, али дволичном млађом сестром Меган. Дрејк је популаран, непристојан музичар који је идолизован од стране својих школских пријатеља, а Џош је интелигентан и зрео студент који воли да чита, али није ни близу популаран као свој полубрат. Двојца тинејџера су често укључени у комедијалне ескапедиције и изазове, а истовремено се баве низом тинејџерских обавеза.

## Улоге

### Главне улоге
- Дрејк Бел као Дрејк Паркер
- Џош Пек као Џош Николас
- Ненси Суливан као Одри Паркер Николас
- Џонатан Голдстин као Валтер Николас
- Миранда Косгров као Меган Паркер

### Споредне улоге
- Алек Медлок као Крег Рамирез
- Скот Халберстот као Ерик Блонвитз
- Алисон Скаглиоти као Минди Креншоу
- Ивет Никол Браун као Хелен Дубоиз
- Џери Трејнор као Луди Стив
- Џејк Фароу као Гавин Мичел
- Јулија Дифи као Гђа. Хејфер
- Кети Шим као Ли

## Епизоде
| Сезона | Сезона | Епизоде | Оригинално приказивање | Оригинално приказивање |
| Сезона | Сезона | Епизоде | Прво приказивање       | Последње приказивање   |
| ------ | ------ | ------- | ---------------------- | ---------------------- |
|        | 1      | 6       | 11. јануар 2004.       | 22. фебруар 2004.      |
|        | 2      | 14      | 14. март 2004.         | 28. новембар 2004.     |
|        | 3      | 17      | 2. април 2005.         | 8. април 2006.         |
|        | 4      | 19      | 24. септембар 2006.    | 16. септембар 2007.    |

## Награде и номинације
| Година | Награда                                   | Категорија                                                                   | Рад             | Резлултат  |
| ------ | ----------------------------------------- | ---------------------------------------------------------------------------- | --------------- | ---------- |
| 2005.  | Награде по избору деце 2005.              | Омиљена ТВ емисија                                                           | Дрејк и Џош     | Номинација |
| 2006.  | Награде по избору деце 2006.              | Омиљена ТВ емисија                                                           | Дрејк и Џош     | Освојено   |
| 2006.  | Награде по избору деце 2006.              | Омиљени ТВ глумац                                                            | Дрејк Бел       | Освојено   |
| 2006.  | Аустралијска награде по избору деце 2006. | Омиљена ТВ емисија                                                           | Дрејк и Џош     | Номинација |
| 2007.  | Награде по избору деце 2007.              | Омиљена ТВ емисија                                                           | Дрејк и Џош     | Номинација |
| 2007.  | Награде по избору деце 2007.              | Омиљени ТВ глумац                                                            | Дрејк Бел       | Освојено   |
| 2007.  | УК награде по избору деце 2007.           | Најбоља ТВ емисија                                                           | Дрејк и Џош     | Освојено   |
| 2007.  | УК награде по избору деце 2007.           | Најбољи ТВ глумац                                                            | Дрејк Бел       | Номинација |
| 2007.  | Аустралијска награде по избору деце 2007. | Омиљена Ник емисија                                                          | Дрејк и Џош     | Освојено   |
| 2007.  | Награде младих глумаца                    | Најбоља постигнућа у ТВ серији (комедија или драма) - Споредна млада глумица | Миранда Косгров | Номинација |
| 2007.  | Глумачко друштво Америке                  | Најбоља глума - Дечји ТВ програм                                             | Криша Булок     | Номинација |
| 2008.  | Награде по избору деце 2008.              | Омиљена ТВ емисија                                                           | Дрејк и Џош     | Освојено   |
| 2008.  | Награде по избору деце 2008.              | Омиљени ТВ глумац                                                            | Дрејк Бел       | Освојено   |
| 2008.  | Награде по избору деце 2008.              | Омиљени ТВ глумац                                                            | Џош Пек         | Номинација |
| 2008.  | УК награде по избору деце 2008.           | Омиљена дечја ТВ емисија                                                     | Дрејк и Џош     | Освојено   |
| 2008.  | УК награде по избору деце 2008.           | Омиљена мушка ТВ звезда                                                      | Џош Пек         | Освојено   |
| 2008.  | Аустралијска награде по избору деце 2008. | Омиљена комедијска емисија                                                   | Дрејк и Џош     | Освојено   |
| 2008.  | Аустралијска награде по избору деце 2008. | Омиљена интернационална ТВ звезда                                            | Дрејк Бел       | Номинација |
| 2009.  | Аустралијска награде по избору деце 2009. | Омиљена комедијска емисија                                                   | Дрејк и Џош     | Номинација |
| 2009.  | Аустралијска награде по избору деце 2009. | Омиљена интернационална ТВ звезда                                            | Дрејк Бел       | Освојено   |
| 2010.  | Аустралијска награде по избору деце 2010. | Награда велико дете                                                          | Дрејк Бел       | Освојено   |
| 2010.  | Награде по избору деце Мексико            | Омиљени интернационални мушки лик                                            | Дрејк Бел       | Освојено   |